# أولاد براهيم (سعيدة)
توجد بلدية أولاد براهيم ولاية سعيدة تحدها شمالا بلدية عين لحجر وشرقا بلدية عين سلطان وغربا بلدية سيدي أحمد وهي بلدية تعدادها السكاني حوالي 19000 نسمة يمارس الزراعة كمصدر أساسي